# جاكوار أكس جي 13
جاكوار أكس جي 13 (بالإنجليزية: Jaguar XJ13)‏ هو نموذج سيارة سباق صنعته شركة سيارات جاكوار في سنة 1966. تم إنتاج سيارة واحدة فقط.